# Bělořit plavý
Bělořit plavý (Oenanthe isabellina) je druh malého zpěvného ptáka z čeledi lejskovitých (Muscicapidae), rodu bělořit (Oenanthe).

## Taxonomie

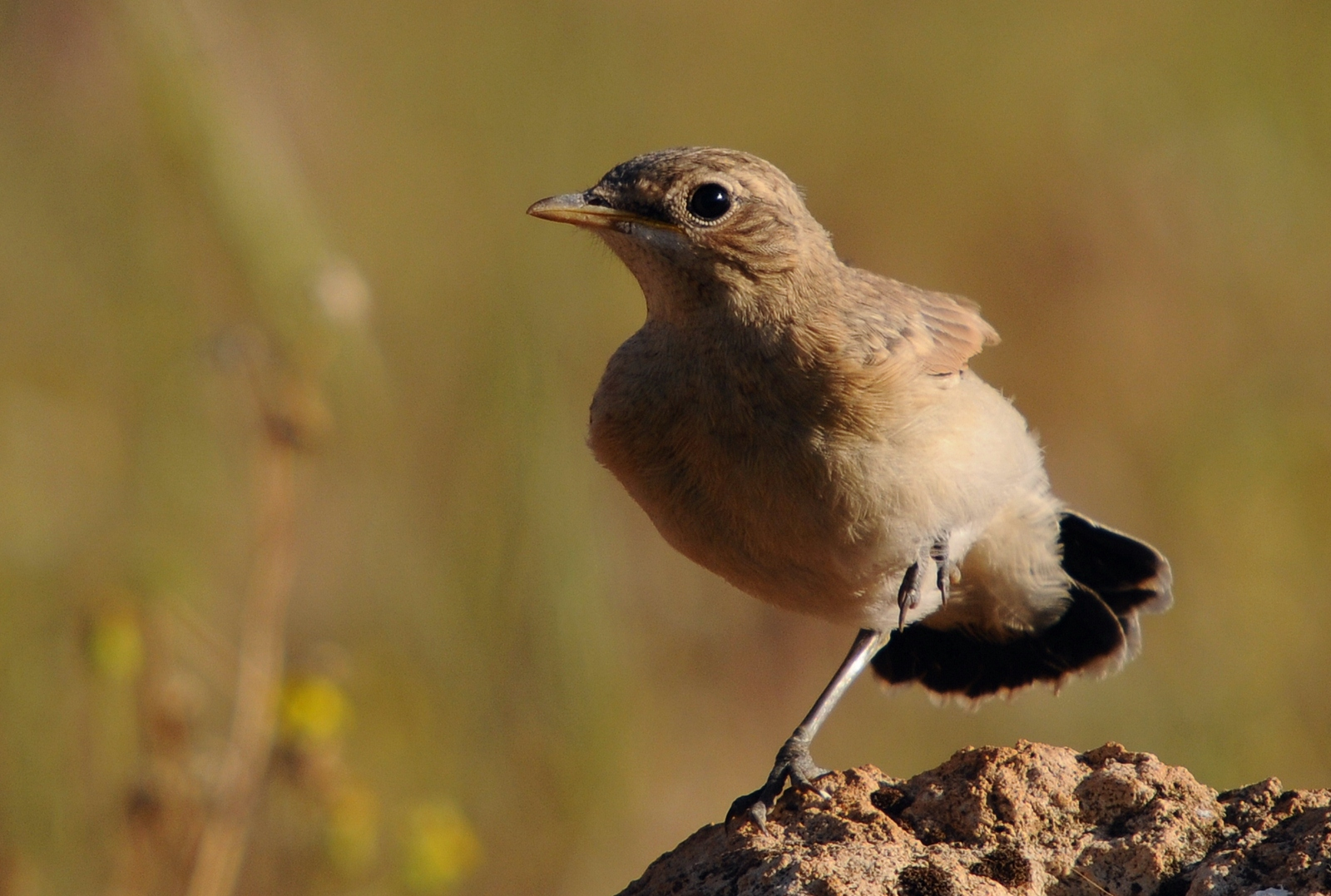
Samice

Bělořita plavého poprvé popsal holandský zoolog Coenraad Temminck roku 1829 pod názvem Saxicola isabellina. Saxicola, rod, kam Temminck tento druh zařadil, jsou bramborníčci, například bramborníček hnědý (Saxicola rubetra) nebo černohlavý (Saxicola rubicola).
Druhové jméno isabellina má původ v nové latině, kde toto slovo označuje šedožlutou barvu. Vzniklo pravděpodobně v souvislosti s Isabelou Kastilskou. Naopak rodové jméno Oenanthe pochází ze starořeckých slov oenos (οίνος), víno, a Anthos (ανθός), tedy květina nebo květ. Vzniklo pravděpodobně díky bělořitům šedým, kteří do Řecka přilétají v době, kdy začíná réva vinná plodit. České označení plavý je odvozeno od pískové až plavé barvy těchto ptáků.

## Popis

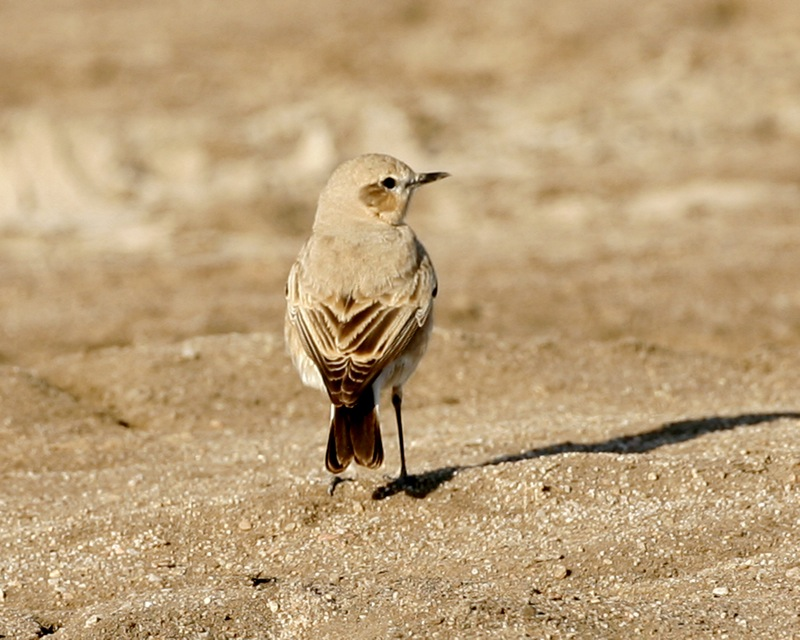
Samec v zimě

Zbarvením se tito ptáci podobají samicím bělořitů šedých (Oenanthe oenanthe), kteří žijí i v Česku. Oproti bělořitům šedým jsou ale tito ptáci větší. Zbarvení je celkově pískové barvy, výraznější je jen ocas, který je celý černý. U bělořitů plavých není téměř patrný pohlavní dimorfismus; samce prakticky nelze od samice rozeznat.
Samci i samice bělořitů plavých jsou si vzhledem velice podobní a prakticky je nelze rozeznat. Horní partie jsou převážně písečné až plavé barvy s šedavým nádechem. Oblast pod ocasem je bílá – odtud tedy české označení bělořit. Ocasní pera jsou hnědočerná a lemována tmavým až černým pruhem. Některá pera, především ta horní, mají tmavý pruh silnější, jiná slabší. Zobák a nohy jsou černé, duhovky hnědé. Bělořitové plaví přepeřují dvakrát ročně, nejvýrazněji v pozdním létě a méně i v polovině zimy. Jsou pro ně typické dlouhé a tenké nohy, díky kterým mohou bělořitové plaví stát téměř vzpřímeně.
S délkou těla průměrně 16,5 cm jsou tito ptáci větší, než jiní bělořitové, například bělořité šedí. Samotný zobák je také u bělořitů plavých delší, ale přesto lze tyto dva druhy snadno zaměnit.

## Rozšíření

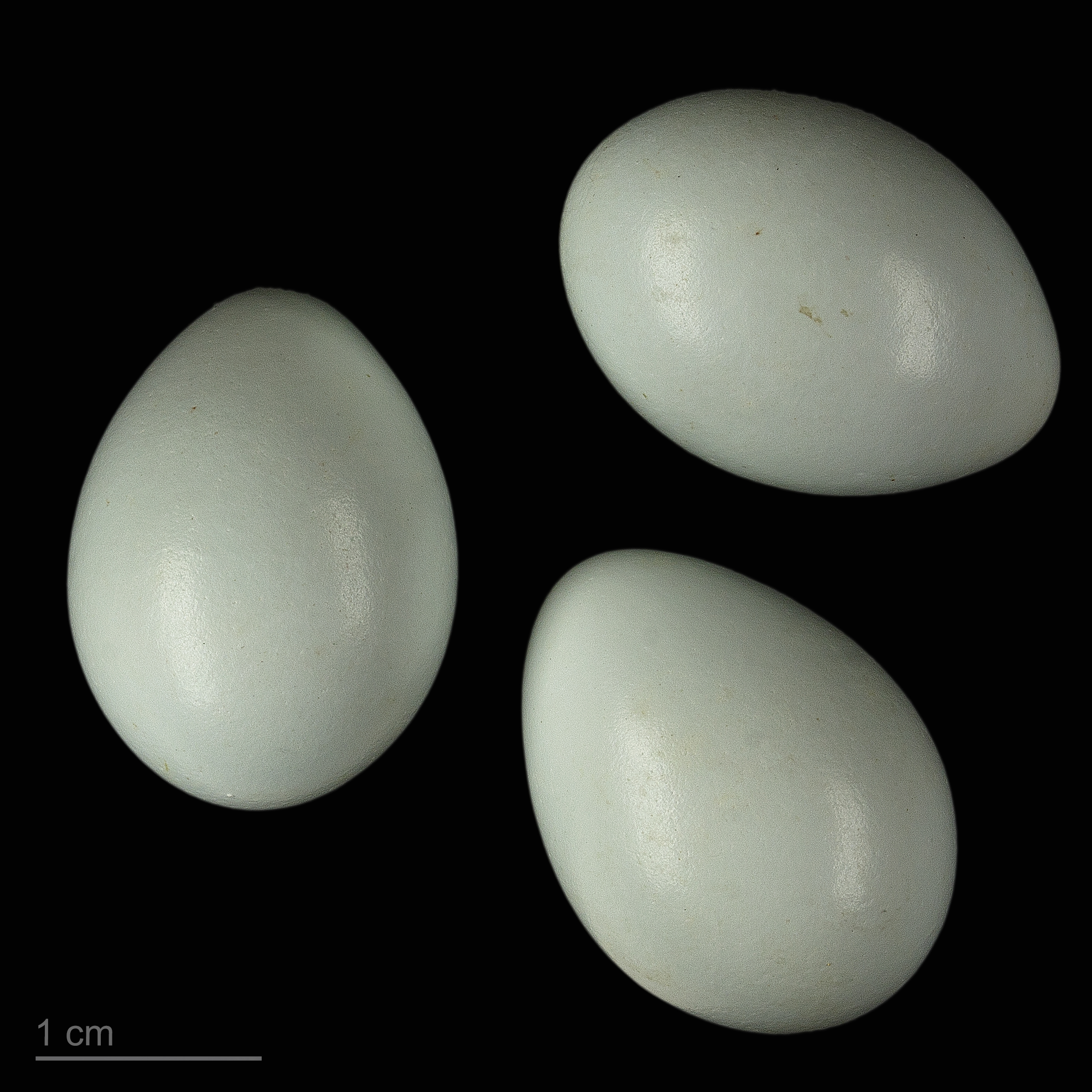
Oenanthe isabellina

Areál rozšíření bělořitů plavých je odhadován na více než 11 milionů km² a populace se navíc zdá být stálá a stabilní. I proto dle Mezinárodního svazu ochrany přírody (IUCN) druhu přísluší stupeň málo dotčený (LC).
Bělořitové plaví jsou stěhovaví ptáci stěhující se především v rámci palearktické oblasti. Obývá areál od jižního Ruska, oblast Kaspického moře, přes poušť Kyzylkum a Mongolsko až k Afghánistánu, Íránu, Iráku, Saúdské Arábii, Sýrii, Jordánsku a Izraeli. Zimují v Africe a severozápadní Indii. Přes léto se ale mohou zatoulat až do Řecka, Alžírska, na Kypr nebo do Tunisu.

## Biotop
Tento stěhovavý hmyzožravý pták obývá především stepi a jiná otevřená stanoviště. Letní areál rozšíření zahrnuje jižní Rusko, celou střední Asii až k severnímu Pákistánu. Mohou se ale zatoulat až do západní Evropy.
V období rozmnožování se bělořité plaví vyskytují především v otevřených krajinách, na nezemědělských plochách, náhorních plošinách a nebo stepích. Přes zimu vyhledávají podobná polosuchá stanoviště a podle provedeného výzkumu vyhledávají hlavně písčité plochy.

## Chování
Jsou to aktivní a hbití ptáci, kteří se navíc mrštně pohybují i na zemi. Díky dlouhým nohám dokáží stát poměrně vzpřímeně. Tito ptáci jsou velice aktivní a neposední, krom letu se často pohybují i po zemi. Během migrace se běžně slučují hejna bělořitů plavých s jinými druhy bělořitů, jako jsou bělořit černohlavý (Oenanthe albonigra), pouštní (Oenanthe deserti) nebo proměnlivý (Oenanthe picata). Po příletu do zimoviště si hejna vytyčí vlastní teritorium.

## Hnízdění

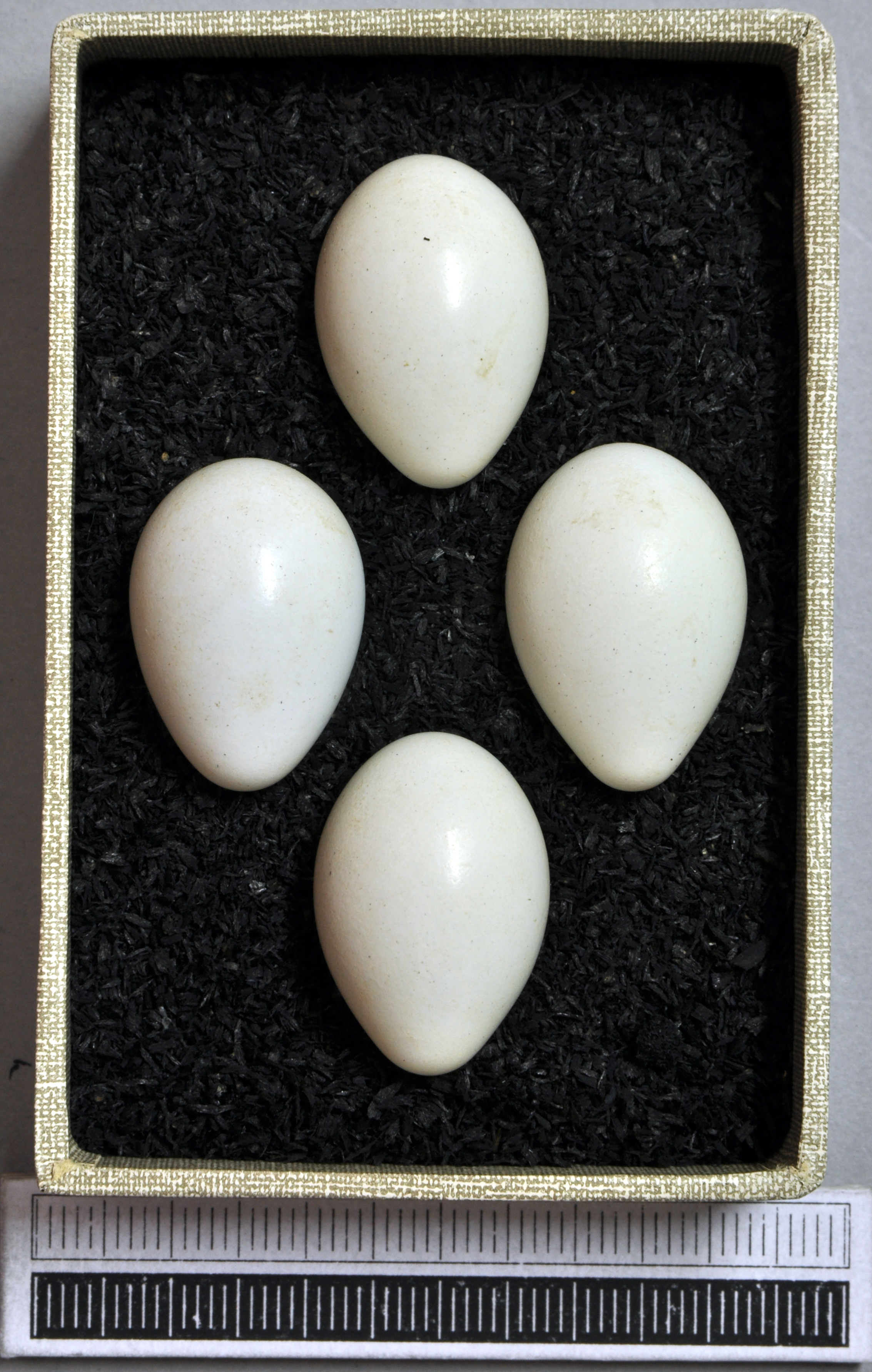
Oeanthe isabellina

Bělořitové plaví si svá hnízda stavějí pod zemí, nejčastěji v prázdných doupatech syslů (Spermophilus), slepců (Spalax) a pišťuch (Ochotona). Mohou též v zemi vytvořit vlastní skrýš. Hnízdo je objemné, složené především ze suchých stébel trávy. Do něj samička naklade čtyři až šest bledě modrých vajec. Vylíhlá mláďata pak střídavě krmí oba rodiče malými housenkami nebo jiným hmyzem.

## Potrava
Jejich jídelníček zahrnuje především kobylky, mravence, můry, mouchy, roztoče, pavouky, larvy hmyzu a někdy též semena rostlin.